# Schizopepon
Schizopepon là một chi thực vật có hoa trong họ Cucurbitaceae.

## Loài
Chi Schizopepon gồm các loài: